# Lluc Oliveras
Lluc Oliveras (Barcelona, 1977) és un escriptor, guionista, director de cinema i compositor català.

## Obra
Novel·les
- 2005: La meva vida en joc. Editorial Belaqva
- 2010: Confessions d'un gánster de Barcelona. Edicions B
- 2012: El gran cop del gánster de Barcelona. Edicions B
- 2012: La meva vida en joc. L'origen del gánster de Barcelona. Edicions B
- 2013: El Mètode Gaudí. Edicions B
- 2015: Els Professionals. Off Versàtil
- 2017: Barcelona Noir - Districte IV. Kailas
- 2017: Venjança d'una sicària. Edicions B, Mèxic

Relats
- 2014: Falses aparences. Antologia "Tots són sospitosos". Editorial Pa de lletres

Llargmetratges
- 2014: M'acompanyes?

Discografia
- 2010: L.P Maledetta “Un salt al buit”
- 2012: OST La Cripta de la colònia Güell d'Antoni Gaudí
- 2012: OST Gaudí Humà
- 2009: OST UTE: Aprenent a viure en llibertat
- 2008: OST Paper Mullat
- 2007: OST Objectiu 7,62mm
- 2006: OST Oro Blanco
- 2005: OST Professionals